# Lynda Clark, Baroness Clark of Calton

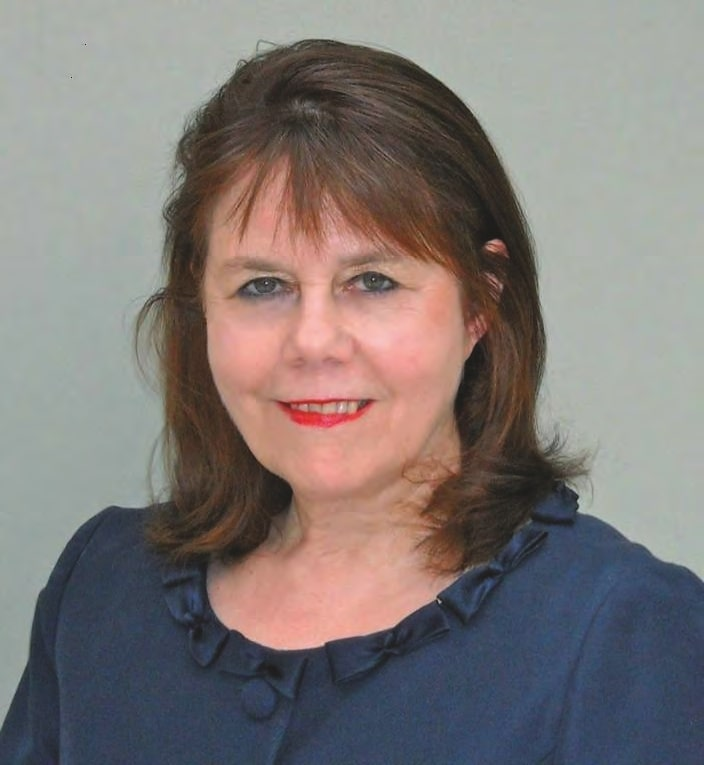
Lynda Clark, Baroness Clark of Calton, 2012

Lynda Margaret Clark, Baroness Clark of Calton, QC (* 26. Februar 1949) ist eine britische Richterin und ehemalige Politikerin.

## Leben und Karriere
Clark studierte am Queens College, St Andrews (jetzt University of Dundee) Rechtswissenschaft und bekam 1975 einen PhD von der University of Edinburgh. Von 1973 bis 1977 war sie Dozentin in Jurisprudenz an der University of Dundee, bis sie 1977 von der Scottish Bar zugelassen wurde. 1989 wurde sie Kronanwältin und 1990 als Mitglied der Anwaltskammer Inner Temple von der English Bar zugelassen. Von 1990 bis 1993 war sie Mitglied des Aufsichtsrates (Board) des Scottish Legal Aid Board. Dem Vorstand (Council) der University of Edinburgh gehörte sie von 1995 bis 1997 an. Sie war Advocate General for Scotland von der Begründung dieser Position 1999 bis 2006, danach wurde sie Richterin am Court of Session in Schottland.

## Mitgliedschaft im House of Commons
Clark trat erstmals 1992 zur Unterhauswahl für den Wahlkreis North East Fife an, der von Menzies Campbell gehalten wurde, jedoch ohne Erfolg. Bei der Unterhauswahl 1997 wurde sie für den Wahlkreis Edinburgh Pentlands gewählt und löste damit Malcolm Rifkind ab. Ab 1997 gehörte sie dem Select Committee on Public Administration an.
Zur Unterhauswahl 2005 trat sie nicht mehr an, was Alistair Darling ermöglichte, für den neuen Wahlkreis Edinburgh South West zu kandidieren.

## Mitgliedschaft im House of Lords
Am 13. Mai 2005 wurde angekündigt, dass sie zur Life Peeress ernannt werden soll und am 21. Juni 2005 wurde der Titel als Baroness Clark of Calton, of Calton in the City of Edinburgh verkündet. Die offizielle Einführung ins House of Lords erfolgte am 13. Juli 2005 mit der Unterstützung von Derry Irvine, Baron Irvine of Lairg und Patricia Scotland, Baroness Scotland of Asthal. Am 24. Oktober 2005 hielt sie ihre Antrittsrede. Als Themen von politischem Interesse nennt sie auf der Webseite des Oberhauses eine Reform der Verfassung, das Justizsystem, Gesundheitspolitik, Bildung und Pensionen.
Am 18. Oktober 2006 trat Clark als Advocate General zurück, um Senator of the College of Justice zu werden. Ihr Nachfolger wurde Neil Davidson, Baron Davidson of Glen Clova.
Ihre Anwesenheit bei Sitzungstagen liegt im Zeitraum kurz nach ihrer Ernennung im geringen zweistelligen, später im einstelligen Bereich. Zuletzt nahm sie am 18. Januar 2006 an einer Abstimmung teil. Als ranghohes Mitglied der britischen Justiz ist sie seit 2010 von der Teilnahme disqualifiziert.

## Wirken in der Öffentlichkeit
1975 war sie an der Gründung der Scottish Legal Action Group beteiligt.
Clark ist seit dem Dezember 2008 Schätzer (Assessor) des Kanzlers der Edinburgh Napier University. Ihre Amtszeit wird zeitgleich mit der des Kanzlers im Juli 2014 enden. Sie wurde dort mit dem Ehrendoktortitel des Doktor der Rechtswissenschaften geehrt.
Als im November 2010 die Spesenaufwendungen für schottische Mitglieder des House of Lords ins Gespräch kamen, gehörte Clark zu denen, die nichts bezogen hatten.

## Veröffentlichungen
- The Role of the Advocate General for Scotland, in Human Rights and Scots Law: Comparative Perspectives on the Incorporation of the ECHR, 2002, Hart Publishing, ISBN 978-1841130446.